# Les Murs d'Anagoor
Les Murs d'Anagoor (Le mura di Anagoor) est une nouvelle fantastique de Dino Buzzati, publiée en 1958 dans le recueil Sessanta racconti.
La traduction en français de cette nouvelle paraît pour la première fois en France en 1968 dans le recueil Les Sept Messagers. Elle n'est pas présente dans le recueil original italien I sette messaggeri.

## Résumé
En plein cœur du Tibesti, un guide local propose à un voyageur de voir les murs d'Anagoor, ville pourtant absente des cartes. Cette absence s'explique par le fait que cette cité vit en autarcie, sans se soumettre au pouvoir local. Seuls ses murs sont visibles, et de loin, on voit également les campements des nombreux candidats pour obtenir le privilège d'une entrée dans la ville, réputée opulente. Et cette attente dure depuis fort longtemps, depuis qu'une fois, par hasard, un pauvre est entré dans Anagoor, sans qu'il sache pourquoi. Quant au voyageur, il attendra en vain pendant vingt-quatre ans.

## Éditions françaises
- In Les Sept Messagers, recueil de vingt nouvelles de Dino Buzzati, traduction de Michel Breitman, Paris, Robert Laffont, coll. « Pavillons », 1968
- In Les Sept Messagers, Paris, UGE, coll. « 10/18. Domaine étranger » no 1519, 1982  (ISBN 2-264-00478-9)